# General Ocampo (departamento)
Departamento General Ocampo é um departamento da província de La Rioja, na Argentina.